# Олимпијски центар за биатлон и скијашко трчање Лаура
Биатлонско-нордијски олимпијски центар „Лаура“ (рус. Комплекс для соревнований по лыжным гонкам и биатлону «Лаура») спортски је комплекс намењен професионалним и аматерским такмичењима у биатлону и скијашком трчању недалеко од града Сочија (код варошице Краснаја Пољана) у Краснодарском крају Руске Федерације.
На овом локалитету одржават ће се такмичења у биатлону и скијашком трчању на Зимским олимпијским играма 2014. године.

## Карактеристике комплекса
Биатлонско-нордијски комплекс Лаура налази се на обронцима Псехака код варошице Краснаја Пољана, на око 90 км источније од центра града Сочија. Центар се налази надморској висини између 850 и 1.430 метара.
У централном делу комплекса налази се стадион са трибинама капацитета 7.500 седећих места, свлачионицама за спортисте, рестораном и новинарским просторијама. Са оближњим газпромовим туристичким центром повезан је двема жичарама капацитета и до 6.000 путника на сат. Сам стадион смештен је у најнижем делу и његове трибине су ка западу отворене ка нешто пространијој долини у којој је смештена Краснаја Пољана.
На стрелишту за биатлон налази се 30 мета. Скијашке стазе за биатлон и скијашко трчање конструисане су по међународним правилима које прописују одговарајуће федерације поменутих спортова. Постоје два основна круга од по 5 км дужине за слободни и класични стил, а њихове димензије у зависности од идсциплине могу бити модификоване.

## Галерија
- Скијашка стаза
- Скијашка стаза
- Стадион у изградњи
- Стрелиште за биатлон